# برايان وينتيرز (لاعب كرة قدم)
برايان وينتيرز (بالإنجليزية: Brian Winters) هو لاعب كرة قدم أمريكي، ولد في 31 ديسمبر 1977 في تاكوما في الولايات المتحدة. شارك مع منتخب الولايات المتحدة تحت 23 سنة لكرة القدم. أما مع النوادي، فقد لعب مع Minnesota Thunder ‏.

## روابط خارجية
- برايان وينتيرز على موقع قاعدة بيانات كرة القدم.إي يو (الإنجليزية)
- برايان وينتيرز على موقع أوليمبيديا (الإنجليزية)